# Benjamin Orr
Benjamin Orr, właśc. Benjamin Orzechowski (ur. 8 września 1947 w Lakewood, zm. 4 października 2000 w Atlancie) – amerykański gitarzysta basowy i wokalista polskiego pochodzenia, członek amerykańskiego zespołu nowofalowego The Cars, w którym występował nieprzerwanie w latach 1976–1988.

## Życiorys
Wcześniej był członkiem mniej znanych zespołów The Grasshoppers i Milkwood. W 1986 zrealizował dla wytwórni Elektra swój album solowy zatytułowany The Lace. W 1990 roku nagrał drugi album solowy, który nie doczekał się wydania, jednak wszystkie utwory z tego albumu są dostępne w serwisie Youtube. Następnie występował w trzech innych formacjach muzycznych: swoim własnym zespole pod nazwą Orr oraz w The Voices Of Classic Rock i Big People.
Pod koniec marca 2000 wykryto u niego raka trzustki, zmarł w swoim domu w Atlancie w dniu 4 października 2000 roku. 
Benjamin ma syna Benjamina Jr'a który urodził się w 1994 roku.
Jako głównego wokalistę można go usłyszeć w największych przebojach The Cars: „Drive” (1984), „Just What I Needed” (1978) i „Let’s Go” (1979).

## Dyskografia

### Albumy solowe
- 1986: The Lace
- 1990 : (Niewydany album solowy)

### Single solowe
- 1986: „Stay The Night”
- 1987: „Too Hot To Stop”